# Корнетийоки
Корнетийоки (Корнети) — река в Мурманской области России. Протекает по территории Печенгского района. Впадает в Хевоскосское водохранилище.
Длина реки составляет 26 км.
Река Корнетийоки берёт начало в западной части Печенгского района. Протекает преимущественно с юга на север по лесной, местами болотистой местности. Порожиста. Основные притоки правые — Коййоки и Сейгийоки (до создания Хевоскосского водохранилища в 1,4 км от устья). Впадает в Хевоскосское водохранилище, до его создания впадала в Паз справа. Населённых пунктов на реке нет. В нижнем течении реку по мосту и дамбе пересекает автодорога 47К-089 Никель — Виртаниеми.